# Charles Abram Ellwood
Charles Abram Ellwood (* 20. Januar 1873 in New York City; † 25. September 1946) war ein US-amerikanischer Soziologe und 14. Präsident der American Sociological Association. 
Ellwood studierte erst an der Cornell University und dann (nach einer Studienreise durch Europa)  an der University of Chicago, wo bereits ein Soziologie-Abschluss möglich war. Ebendort wurde er 1899 zum Ph.D. promoviert. Nach einer hauptamtlichen Tätigkeit für eine Wohltätigkeitsorganisation in Lincoln (Nebraska) wurde er Professor für Soziologie an der University of Missouri, wo er 30 Jahre lehrte. Dann wechselte er an die Duke University.
Ellwood war einer der führenden Soziologen in den Vereinigten Staaten und deckte in Forschung, Lehre und Publikationen ein breites Themenspektrum ab. 1924 amtierte er als Präsident der American Sociological Association. 

## Schriften (Auswahl)
- Public Relief and Private Charity in England, 1903
- Sociology and Modern Social Problems, 1910
- Sociology in Its Psychological Aspects, 1913
- The Social Problem, 1915
- Introduction to Social Psychology, 1917
- The Reconstruction of Religion, 1922
- Christianity and Social Science, 1923
- The Psychology of Human Society, 1925
- Cultural Evolution, 1927
- Man's Social Destiny, 1929
- Methods in Sociology, 1933
- A History of Social Philosophy, 1938.